# Josep Moragues
Pour les articles homonymes, voir Moragues.
Josep Moragues i Mas, né en 1669 à Sant Hilari Sacalm et mort en 1715 à Barcelone est un général catalan austrophile qui lutta aux côtés de Charles de Habsbourg lors de la Guerre de Succession d'Espagne. Souvent considéré comme un défenseur et martyr de la Catalogne, sa lutte contre l’armée française de Philippe d’Anjou, futur Philippe V d'Espagne, présente des similitudes avec celles de William Wallace ou même de Jeanne d’Arc.

## Biographie

### Enfance et formation
Josep Moragues naît dans le mas Moragues de la ville de Sant Hilari Sacalm, (Catalogne). Il travaille comme paysan propriétaire jusqu’en 1694, année où l’armée française fait une razzia sur Sant Hilari de Sacalm. Moragues tue une sentinelle française, et plus tard les Catalans reprennent le contrôle sur la ville. C’est le début de sa carrière militaire. L’année suivante, il entre dans la compagnie des Vigatans, qui défend plusieurs villes comme Navata, Olot, Besalú et Castellfollit de la Roca des attaques de l’armée française.

### Vie de famille
Issu d’une famille paysanne de Sant Hilari Sacalm, il est le troisième enfant d’Isidre Moragues i Mas et de Maria de Sobrevia. Il a seize ans quand son père meurt et il hérite par conséquent du mas de la famille et d’un morceau de terre. En 1693, il se marie en premières noces avec Cecília Regàs, de la ville d’Arbúcies. En 1707, Cecília meurt et il épouse en secondes noces trois ans plus tard Magdalena de Giralt, de la ville de Sort. À cette époque-là il s’installe à Sort et il y voit naître un fils.

### La Guerre de Succession d'Espagne
La Guerre de Succession d’Espagne génère deux sentiments chez Josep Moragues. D’abord, les fréquentes invasions de l’armée des Bourbons génèrent chez lui un sentiment anti-français, surtout à l'encontre de Philippe d’Anjou. Ensuite, il vit le début d’une amitié avec le prince Jordi de Darmstadt. À cause de ces deux circonstances, Moragues et le reste des Vigatans apportent leur soutien à Charles de Habsbourg lors de la guerre.
Les Vigatans signent donc le pacte de Gênes selon lequel les Catalans apporteront six mille hommes à l’armée alliée anglaise pendant le débarquement de celle-ci au port de Barcelone en 1705. Au début de l’année 1707 et après plusieurs victoires, il est nommé gouverneur de Castellciutat, forteresse de la ville de la Seu d’Urgell. L’archiduc Charles crée les Guàrdies Catalanes, corps d’élite de l’armée catalane dont Moragues fait partie avant être aussi nommé général, le grade le plus haut des combattants catalans. 
Ce n’est que lors de la bataille d'Almansa que la guerre se décante en faveur des philippistes. De plus, en 1711, Charles de Habsbourg est nommé empereur d’Autriche, donc les Anglais souhaitent abandonner le conflit par crainte du grand pouvoir qu’il a déjà en Europe.

### La fin de la guerre
Avec le Traité d'Utrecht (1713), l’alliance anglaise, hollandaise et autrichienne contre la France et contre Philippe V d’Espagne est résiliée en échange de concessions territoriales. Le House of Commons débat sur le fameux « cas des Catalans » car les deux pays ont signé un engagement de fidélité. Malgré les accords signés, l’Angleterre prend la décision de ne pas considérer les territoires catalans et son armée quitte la Catalogne. En face des rares alternatives dont dispose la Catalogne pour conserver ses droits précédents à la guerre, ses dirigeants prennent la décision de suivre la résistance contre l’armée franco-espagnole avec, selon Voltaire, « avec un courage et fierté intraitables ».
En tant que général et gouverneur de la ville, Moragues livre Castellciutat aux Bourbons au début de 1713 et il bat en retraite vers la ville de Sort. Là-bas, il rejoint un corps de volontaires avec lesquels il essaie de reconquérir Castellciutat sans succès. Le Vigatà libère son épouse des philippistes à Balaguer et il continue à lutter en Catalogne centrale.
En juillet 1713, les forces bourboniennes composées de 40 000 hommes assiègent Barcelone. Environ de 5 500 Catalans, dont Moragues, la défendent pendant treize mois. Le 11 septembre 1714, la ville se rend  à l’armée française de James de Berwick.

### Répression et fin de vie
Après la chute de Barcelone, toutes les institutions et lois catalanes sont perdues par droit de conquête. Les accords de capitulation ne sont pas non plus respectés et c’est le début d’une dure répression  au niveau politique, culturel et économique à la suite des décrets de Nueva Planta. 
À la fin de la guerre, Josep Moragues se retire à Sort avec sa famille. Réclamé par le maréchal à Barcelone, son passeport est retiré et il est mis sous surveillance. En mars 1715, il essaye de s’échapper vers Minorque, colonie anglaise, dans une barque, mais le capitaine le reconnaît et le ramène au port. Il se cache dans la montagne de [Montjuich] avec d’autres camarades en attendant une deuxième opportunité pour s’échapper, mais il est dénoncé et fait prisonnier le 22 mars 1715. 
Il repousse le pardon « magnanime » du roi Phillipe V d’Espagne et il est torturé et exécuté le 27 mai 1715. Auparavant, les honneurs militaires lui sont retirés, et une fois déchaussé et habillé avec une tunique de pénitence, il est traîné par un cheval dans les rues de Barcelone. Puis, il est égorgé, dépecé, et sa tête est mise dans une cage suspendue à une porte de la muraille de Barcelone. La choix du Portal del Mar pour placer la tête de Josep Moragues indique l’endroit par lequel il a essayé de s’échapper, et veut prévenir d’éventuels intéressés du destin qui attend ceux qui veulent se soulever.
Sa veuve, Magdalena Giralt, est bannie, ses biens sont réquisitionnés puis elle est emprisonnée. Ce n’est qu’après 12 ans et plusieurs demandes officielles que la tête de son mari sera décrochée.

## Après sa mort
Josep Moragues est devenu un symbole de la cause catalane dans la Guerre de Succession d’Espagne. Chaque 11 septembre, pendant la fête nationale de la Catalogne, les villes de Sant Hilari Sacalm, Sort et Barcelone lui rendent hommage.